# FC Someșul Satu Mare
Fotbal Club Someșul Satu Mare, cunoscut ca  Someșul Satu Mare, este un club românesc de fotbal din municipiul Satu Mare, județul Satu Mare înființat în anul 1950. De-a lungul existenței sale, echipa a evoluat cinci sezoane în al doilea eșalon al fotbalului românesc și a reușit să atingă faza șaisprezecimilor de finală ale Cupei României în sezonul 2006–07. În prezent, clubul nu are echipă de seniori înscrisă în nicio competiție organizată de Federația Română de Fotbal, activitatea sa desfășurându-se exclusiv la nivel juvenil, prin echipele de copii și juniori.

## Istoric
Echipa Someșul Satu Mare a fost înființată în 1950 sub denumirea Flamura Roșie Satu Mare, fiind tutelată de Întreprinderea de Piese de Schimb și Utilaje pentru Industria Chimică din oraș. În anul 1963, echipa a fost redenumită Someșul Satu Mare, după numele râului Someș, care traversează municipiul. Timp de șaptesprezece sezoane, formația a evoluat în Campionatul Regional Maramureș, reușind promovarea în Divizia C la finalul sezonului 1967–68.
Debutul în eșalonul al treilea a avut loc în sezonul 1968–69, când Someșul s-a clasat pe locul 7 în Seria a VII-a. În sezonul următor, echipa a urcat o poziție, clasându-se pe locul 6 în aceeași serie. În ediția 1970–71, rezultatele au fost mai modeste, formația încheind pe locul 12, iar în campionatul 1971–72, Someșul a fost repartizată în Seria a X-a, pe care a încheiat-o pe poziția a 8-a. Sezonul 1972–73 a fost unul dificil, echipa terminând pe locul 13 în Seria a X-a, dar a evitat retrogradarea datorită unei măsuri administrative care a dus la majorarea numărului de echipe din eșalonul al treilea.
Redresarea s-a produs treptat. În sezonul 1973–74, echipa s-a clasat pe locul 5, iar în campionatul următor, a ocupat poziția a 10-a în aceeași serie. În 1975–76, Someșul a fost repartizată în Seria a IX-a, în care a terminat pe locul 8, iar în ediția 1976–77 a coborât pe locul 11. În sezonul 1977–78, echipa a revenit în prima jumătate a clasamentului, ocupând locul 5. Condusă de antrenorul Vasile Savaniu, Someșul a promovat în Divizia B la sfârșitul sezonului 1978–79, câștigând Seria a X-a. Din lotul echipei au făcut parte jucători precum Rus, Iuliu Szabo, Lavil, Gheorghe Bencze, Dorin Babolea, Ungureanu, Mare, Nicu Pop, Francisc Kardoș, Kiss, Balogh, Gheorghe Cionca, Iosif Merker, Anton Tóth, Bonyász, Ionel Borz, Csaba Kadar, Miklos Vadász, Ioan Turtureanu, Istvan Nagy și Liviu Tăut.
În sezonul 1979–80, Someșul a evoluat în Divizia B, Seria a III-a, însă experiența în eșalonul secund a fost de scurtă durată, formația clasându-se pe locul 17 și retrogradând după un singur sezon. Totuși, echipa a reușit să revină imediat în divizia secundă, câștigând Seria a IX-a a Diviziei C în sezonul 1980–81, sub comanda antrenorului Francisc Neumayer. Din lotul echipei au făcut parte jucători precum Alexandru Gherasim, I. Szabo, Fr. Kardoș, Gh. Bencze, D. Babolea, Ungureanu, Ferencz Papp, Kiss, Balogh, I. Merker, A. Tóth, Zoltan Pataki, I. Borz, Csaba Kadar, M. Vadász,  Avram Goia, Gherine, Mircea Pintea și Fecz.
Întoarsă în Divizia B, Someșul a evoluat trei sezoane consecutive în Seria a III-a. În sezonul 1981–82, echipa a avut un parcurs solid și s-a clasat pe locul 9, în timp ce în ediția 1982–83 a terminat pe locul 12, cu Viorel Mureșan pe bancă. În sezonul 1983–84, rezultatele au fost modeste, Someșul încheind campionatul pe poziția a 17-a și retrogradând astfel în Divizia C.
În Divizia C, Someșul a ocupat locul 5 în Seria a IX-a în sezonul 1984–85, locul 2 în Seria a X-a în sezonul 1985–86, la șapte puncte în spatele concitadinei Unio Satu Mare, locul 2 în Seria a X-a în sezonul 1986–87, la patru puncte în urma câștigătoarei Minerul Baia Sprie, locul 5 în Seria a IX-a în sezonul 1987–88, revenind în Divizia B la sfârșitul sezonului 1988–89, după ce a câștigat Seria a XII-a. Din lotul condus de antrenorul Francisc Neumayer au făcut parte jucătorii  Adrian Popovici, Lăpușcă, Karoly Boroș, Levente Csata, Krasai, Claudiu Hebe, Ioan Iacob, Fekeli, Csaba Kadar, Attila Foriș, Călin Văsuțiu, Ștreng, Sorin Rădulescu, Bodi, M. Pintea (14 goluri), Gheorghe Borlan, Daniel Glodeanu, Dorel Ziman și Dacian Nastai.
În Divizia B, Someșul a evoluat un singur sezon, retrogradând după ce s-a clasat pe locul 15 în Seria a III-a și pe locul 3 în urma meciurilor de baraj pentru evitarea retrogradării, jucate împotriva ocupantelor locului 15 din celelalte două serii ale diviziei secunde, câștigând 2–1 cu Tractorul Brașov și pierzând 0–2 cu Siretul Pașcani.
În Divizia C, Someșul s-a clasat pe locul 2 în Seria a X-a în 1990–91, la trei puncte în urma câștigătoarei Minerul Cavnic, locul 3 în Seria a XII-a în sezonul 1991–92, reușind să rămână în divizia a treia după reformarea sistemului competițional, când au rămas doar patru echipe din fiecare dintre cele douăsprezece serii ale Diviziei C, locul 10 în Seria a IV-a în sezonul 1992–93, locul 16 în Seria a IV-a în sezonul 1993–94. În 1994, Someșul a cedat locul în divizia a treia echipei Oașul Negrești-Oaș, continuând să evolueze în Campionatul Județean Satu Mare, al patrulea eșalon al fotbalului românesc.
În 1995–96, Someșul a câștigat campionatul județean, dar a pierdut barajul de promovare împotriva câștigătoarei Campionatului Județean Bihor, Viitorul Oradea, 1–4 și 1–3. A revenit în al treilea eșalon la sfârșitul sezonului 1997–98, după ce a câștigat încă o dată campionatul județean și barajul de promovare jucat împotriva Cimentul Turda, câștigătoarea Campionatului Județean Cluj, 1–0.
În Divizia C, Someșul s-a clasat pe locul 13 în Seria a IV-a în sezonul 1998–99, locul 5 în Seria a VI-a în sezonul 1999–2000, locul 7 în Seria a VIII-a în sezonul 2000–01, locul 11 în Seria a VIII-a în sezonul 2001–02, locul 11 în Seria a VIII-a în sezonul 2002–03, locul 3 în Seria a VIII-a în sezonul 2003–04, locul 6 în Seria a IX-a în sezonul 2004–05, locul 7 în Seria a VIII-a în sezonul 2005–06.
Echipa a continuat cu locul 3 în Seria a VI-a în sezonul 2006–07. În același sezon, Someșul a ajuns în șaisprezecimile Cupei României, unde a fost eliminată de prim-divizionara CFR Cluj, scor 0–4, iar în sezonul 2007–08 s-a clasat pe locul 4 în Seria a VI-a.. În vara anului 2008, Someșul a cedat locul din Liga a III-a echipei Flacăra Halmășd, continuându-și activitatea exclusiv la nivel juvenil, prin echipele de copii și juniori.

## Stadion

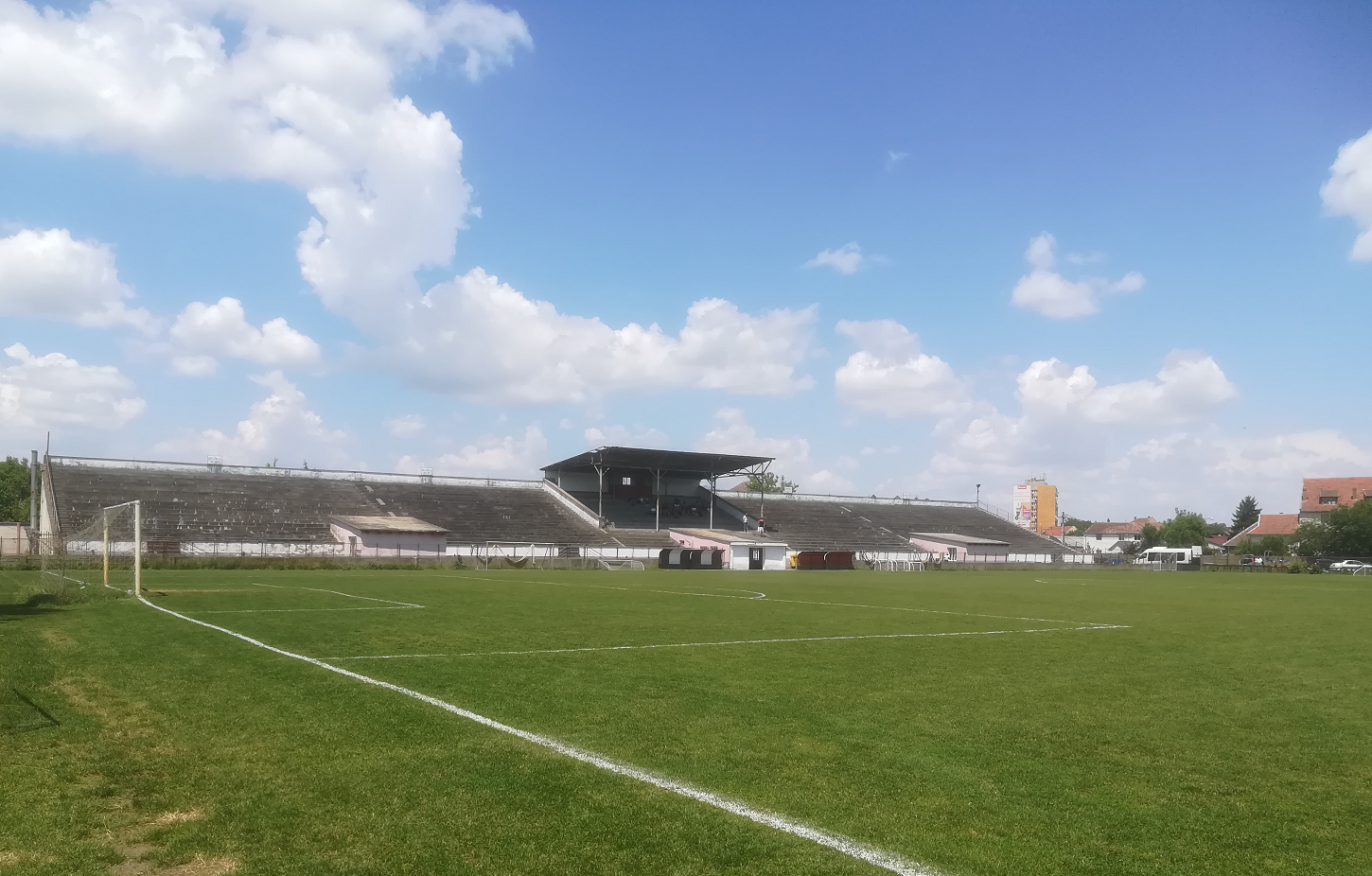
Stadionul Someșul.

Someșul Satu Mare își disputa meciurile de acasă pe Stadionul Someșul din Satu Mare, cu o capacitate de 6.000 de locuri.

## Palmares
Liga a III-a
- Campioană (3) : 1978–79, 1980–81, 1988–89
- Viceampioană (3) : 1985–86, 1986–87, 1990–91

Liga a IV-a Satu Mare
- Campioană (2) : 1995–96, 1997–98

## Foști jucători
Fotbaliștii menționați mai jos au evoluat cel puțin un sezon pentru Someșul și au jucat, de asemenea, în Liga I pentru o altă echipă.
- Tiberiu Csik
- Florin Gardoș
- Andrei Popescu
- Robert Roszel
- Adrian Sălăgeanu

## Foști antrenori
- Elemér Kocsis
- Vasile Savaniu
- Francisc Neumayer
- Viorel Mureșan
- Gavril Both